# Montville (Maine)
Montville ist eine Town im Waldo County des Bundesstaates Maine in den Vereinigten Staaten. Im Jahr 2020 lebten dort 1020 Einwohner in 542 Haushalten auf einer Fläche von 111,73 km².

## Geographie
Nach dem United States Census Bureau hat Montville eine Gesamtfläche von 111,73 km², von der 110,49 km² Land sind und 1,24 km² aus Gewässern bestehen.

### Geographische Lage
Montville liegt im Süden des Waldo Countys und grenzt an das Knox County. Es gibt mehrere Seen in dem Gebiet, die größeren sind der Trues Pond und der Kingdom Bog. Im Norden grenzt der Sandy Pond an das Gebiet. Die Oberfläche ist leicht hügelig, der 342 m hohe Frye Mountain ist die höchste Erhebung in dem Gebiet.

### Nachbargemeinden
Alle Entfernungen sind als Luftlinien zwischen den offiziellen Koordinaten der Orte aus der Volkszählung 2010 angegeben.
- Nordosten: Knox, 11,0 km
- Osten: Morrill, 9,1 km
- Südosten: Searsmont, 10,5 km
- Süden: Appleton, Knox County, 5,6 km
- Südwesten: Liberty, 7,8 km
- Westen: Palermo, 12,3 km
- Nordwesten: Freedom, 8,8 km

### Stadtgliederung
In Montville gibt es mehrere Siedlungsgebiete: Allens Hall, Beans Corner, Center Montville, Halldale, McFarlands Corner, North Montville, Polands Corner, South Montville, The Kingdom, West Montville und Whites Corner.

### Klima
Die mittlere Durchschnittstemperatur in Montville liegt zwischen −7,8 °C (18 °F) im Januar und 20,0 °C (68 °F) im Juli. Damit ist der Ort gegenüber dem langjährigen Mittel der USA um etwa 9 Grad kühler. Die Schneefälle zwischen Oktober und Mai liegen mit bis zu zweieinhalb Metern mehr als doppelt so hoch wie die mittlere Schneehöhe in den USA; die tägliche Sonnenscheindauer liegt am unteren Rand des Wertespektrums der USA.

## Geschichte
Das Gebiet von Montville gehörte zum „Twenty Associates’ Proprietary“ Grant von Joseph Pierce aus Boston. Pierce verkaufte die Landrechte an die Siedler in dem Gebiet. Der erste Siedler namens Stannard, ließ sich 1778 nieder, jedoch verließ er die Gegend einige Jahre später wieder. Somit wurde James Davis, ein Priester der Presbyterianischen Kirche, der erste Siedler, der sich auf Dauer niederließ. Seine Söhne William und Joshua folgten, weitere entferntere Verwandte ebenfalls. Einige ließen sich in dem Gebiet nieder, welches heute zum benachbarten Liberty gehört. Diese Familien wuchsen so stark heran, dass das Gebiet nach ihnen „Davistown Plantation“ genannt wurde. Den Namen behielt es bis zum 18. Februar 1807, als es als Town Montville organisiert wurde.
An Knox wurde 1833 Land abgegeben und an Liberty 1876.

### Einwohnerentwicklung
| Volkszählungsergebnisse – Town of Montville, Maine | Volkszählungsergebnisse – Town of Montville, Maine | Volkszählungsergebnisse – Town of Montville, Maine | Volkszählungsergebnisse – Town of Montville, Maine | Volkszählungsergebnisse – Town of Montville, Maine | Volkszählungsergebnisse – Town of Montville, Maine | Volkszählungsergebnisse – Town of Montville, Maine | Volkszählungsergebnisse – Town of Montville, Maine | Volkszählungsergebnisse – Town of Montville, Maine | Volkszählungsergebnisse – Town of Montville, Maine | Volkszählungsergebnisse – Town of Montville, Maine |
| Jahr                                               | 1800                                               | 1810                                               | 1820                                               | 1830                                               | 1840                                               | 1850                                               | 1860                                               | 1870                                               | 1880                                               | 1890                                               |
| -------------------------------------------------- | -------------------------------------------------- | -------------------------------------------------- | -------------------------------------------------- | -------------------------------------------------- | -------------------------------------------------- | -------------------------------------------------- | -------------------------------------------------- | -------------------------------------------------- | -------------------------------------------------- | -------------------------------------------------- |
| Einwohner                                          |                                                    | 864                                                | 1266                                               | 1743                                               | 2153                                               | 1881                                               | 1682                                               | 1467                                               | 1255                                               | 1049                                               |
| Jahr                                               | 1900                                               | 1910                                               | 1920                                               | 1930                                               | 1940                                               | 1950                                               | 1960                                               | 1970                                               | 1980                                               | 1990                                               |
| Einwohner                                          | 982                                                | 850                                                | 743                                                | 664                                                | 605                                                | 466                                                | 366                                                | 430                                                | 631                                                | 877                                                |
| Jahr                                               | 2000                                               | 2010                                               | 2020                                               | 2030                                               | 2040                                               | 2050                                               | 2060                                               | 2070                                               | 2080                                               | 2090                                               |
| Einwohner                                          | 1002                                               | 1032                                               | 1020                                               |                                                    |                                                    |                                                    |                                                    |                                                    |                                                    |                                                    |

## Kultur und Sehenswürdigkeiten

### Bauwerke
In Montville wurden mehrere Bauwerke unter Denkmalschutz gestellt und ins National Register of Historic Places aufgenommen. Die Lage der archäologischen Stätte wird nicht bekannt gegeben.
- Ebenezer Knowlton House, 2002 unter der Register-Nr. 01001433.[10]
- Montville Town House, 2012 unter der Register-Nr. 12000227.[11]

## Wirtschaft und Infrastruktur

### Verkehr
Die Maine State Route 220 verläuft in nordsüdlicher Richtung durch das Gebiet der Town. Sie wird von der in westöstlicher Richtung verlaufenden Maine State Route 3 gekreuzt.

### Öffentliche Einrichtungen
Es gibt keine medizinischen Einrichtungen in Montville. Die nächstgelegenen befinden sich in Belfast.
In Liberty befindet sich die Ivan O. Davis – Liberty Library. Im Jahr 1993 wurde beschlossen, eine Bücherei in der Town zu etablieren und 1995 gründete sich ein Komitee für diese Bücherei. Ivan O. Davis bot der Town die Nutzung der „Alten Lohnhütte“ der Hunt Tannery an. Die Hunt Tannery war von 1800 bis 1915 eine wichtige Unternehmung in der Town. Eröffnet wurde die Bücherei im September 1996. Das benachbarte Montville engagierte sich ab 1998 ebenfalls für die Bücherei, so dass auch die Bewohner von Montville die Bücherei nutzen können. An ihren heutigen Standort im alten Gebäude der Feuerwehr zog die Bücherei im Jahr 2002.

### Bildung
Montville gehört mit Brooks, Freedom, Jackson, Knox, Liberty, Monroe, Thorndike, Troy, Unity und Waldo zur RSU #3.
Im Schulbezirk werden folgende Schulen angeboten:
- Monroe Elementary School in Monroe
- Morse Memorial Elementary School in Brooks
- Mount View Elementary in Thorndike
- Mount View Middle School in Thorndike
- Mount View High School in Thorndike
- Troy Elementary in Troy
- Unity School in Unity
- Walker Elementary in Liberty

## Persönlichkeiten

### Söhne und Töchter der Stadt
- Richard S. Ayer (1829–1896), Politiker
- Seth L. Milliken (1831–1897), Politiker
- Anna Goodale (* 1983), Ruderin, Olympiasiegerin und Weltmeisterin

### Persönlichkeiten, die vor Ort gewirkt haben
- Benjamin White (1790–1860), Politiker